# Запорізьке шосе
Запорізьке шосе — магістральна вулиця у Шевченківському та Соборному районах міста Дніпро.

## Опис
Довжина шосе — 5600 метрів. Початок на Розсосі (рос. Развилка) від проспекту Богдана Хмельницького.
Проходить через селище Першого Травня та район Підстанції, де Космічною площею пов'язаний з кінцем проспекту Гагаріна. Проходить районом Тополя й закінчується на адміністративній межі міста у селища Дослідне.
Запорізьке шосе переходить у автошлях Н08 Бориспіль — Запоріжжя — Маріуполь.

## Перехресні вулиці
- проспект Богдана Хмельницького
- вулиця Генерала Пушкіна
- вулиця Динамо
- Ярославська вулиця
- Запорізький тупик
- Зоряний бульвар
- Космічна площа
- проспект Гагаріна
- Високовольтна вулиця
- Шинна вулиця
- проспект Праці
- провулок Джинчарадзе
- Космічна вулиця
- вулиця Мукаша Салакунова
- вулиця Панікахи
- вулиця Трудових резервів
- Аеропортівська вулиця
- Старокодацька вулиця
- Наукова вулиця (селище Дослідне)

## Будівлі
- № 2а — Лікувально-діагностичний центр Дніпровського медичного університету,
- № 3 — ринок «Бодрівський»,
- № 11 — Дніпровський психоневрологічний диспансер,
- № 12 — приватна школа № 5,
- № 20д — Електрична підстанция ПС 150/35/10/6 кВ «Вузлова»,
- № 20 — Дніпровські магістральні електричні мережі,
- № 22 — ПАТ «ДТЕК Дніпробленерго»,
- № 23 — Почесне консульство Литовської Республіки,
- № 26 — ТДВ «Дніпрокомунтранс»,
- № 28п, -р, -с, -т, -у, -ф — 1-ша черга житлового комплексу «Щасливий»,
- № 30 — колишній радгосп «Квіти Дніпропетровська», тепер житловий комплекс «Щасливий»,
- № 30б — магазин «АТБ» № 104,
- № 37д — автосалон Porsche,
- № 40 — Нова пошта № 39,
- № 40а — Міський відділ поліції № 1,
- № 42 — супермаркет «Varus»,
- № 45 — магазин «АТБ-Маркет»,
- № 48 — магазин «АТБ-Маркет» № 33,
- № 56 — Універмаг «Тополя»,
- № 57 — автосалон «Mercedes-Benz Дніпро-Авто»,
- № 60а — абонентська служба ДКП «Дніпровські міськтепломережі»,
- № 62а — Агроальянс,
- № 62к — ТЦ «Епіцентр»,
- № 63 — Центр роздрібної торгівлі «METRO»,
- № 64 — Дитячий садочок,
- № 74 — поштове відділення 49041,
- Запорізьке кладовище,
- № 98б — американський мотель з рестораном «Road Star»,
- Меморіал жертвам Голодомору.

## Транспорт
Запорізьким шосе курсують тролейбуси:
- № А, Б, 9 від проспекту Богдана Хмельницького до проспекту Гагаріна;
- № 16 від проспекту Гагаріна до вулиці Панікахи;
- № 19 від проспекту Богдана Хмельницького до Аеропортівської вулиці;
- № 21 від Соборної площі до ж/м «Сокіл-2».